# Alberto Zorzi
Alberto Zorzi est un cavalier italien de saut d'obstacles.

## Palmarès mondial
- 2016 : première victoire en étape de la coupe du monde de saut d'obstacles à Oslo avec Fair Light van't Heike[2].